# Charles-Joseph de Vigneron
Charles Joseph Désiré François Régis Jean-Nepomucène de Vigneron (Bergen, 27 juli 1783 - 15 september 1851) was een Belgisch edelman.

## Levensloop
- Charles de Vigneron was een zoon van Philippe Vigneron, advocaat in Bergen en pensionaris van de stad Bergen, en van Marie-Claude Noël. Hij werd licentiaat in de rechten en voorzitter van de rechtbank van eerste aanleg in Bergen. Hij trouwde in 1815 met Eugénie Dassonleville (1785-1827). In 1845 verkreeg hij erkenning in de erfelijke adel, en voor zoveel als nodig verheffing in die adel.
  - Gustave de Vigneron (1817-1891), directeur van de Nationale Bank, trouwde in 1846 in Brussel met Pauline Baudier (1826-1911).
    - Henri de Vigneron (1847-1890) trouwde in 1871 met Marie-Adelaïde Gilbert (1849-1872) en hertrouwde in 1877 met Julie Vinchent (1853-1921). Met vijf dochters (een uit het eerste en vier uit het tweede) betekende dit het uitdoven van deze familietak.
    - Albert de Vigneron (1851-1926), directeur-generaal bij het Ministerie van Binnenlandse Zaken, trouwde in Brussel in 1874 met Hortense de Waha (1851-1930).
      - Jeanne (1875-1963), trouwde in Elsene in 1895 met de ridder Adelin Stas de Richelle (1864-1927).
      - Paul de Vigneron (1876-1893).
      - Marcel de Vigneron de Waha (1878-1952), doctor in de rechten, secretaris voor het Fonds koning Albert (een bouwfonds voor door de oorlog getroffen gebieden). Hij werd in 1940 geadopteerd door Pauline de Waha. Hij publiceerde in 1941 L'Ordre Ancien, mémoires d'outre monde.

  - Jules de Vigneron (1819-1901), diplomaat, trouwde in 1851 met Mathilde Beeckmans (1829-1882).
    - Alphonse de Vigneron (1852-1915), directeur bij het Ministerie van Buitenlandse Zaken, trouwde in 1878 in Sint-Joost-ten-Node met Louise Gisler (1855-1939).
    - Frédéric de Vigneron (°1881-1950) sneuvelde in Nieuwpoort in juni 1918.
    - Jean de Vigneron (1884-1948), doctor in de rechten, trouwde in Brussel in 1915 met Simone Lepère (1894-1979). Ze hadden twee dochters.
    - Joseph de Vigneron (1886-1960), trouwde in 1924 met Françoise Nève de Mévergnies (1900-1975). Ze hadden een zoon en twee dochters
      - Philippe de Vigneron (1925-2006), trouwde in 1976 met Mary Lourdes D'Mello (1924-2017). Ze hebben twee zonen. 
        - Christopher Bonaventure (1954-2013)
        - Cedric Aloysius (1958)

      - Béatrice (1927), trouwde in 1950 met de ridder Jean Everard de Harzir (1927-2005)
      - Claudine(1932) trouwde in 1961 met Guy de Sulauze (1926)